# Lista de prefeitos de Contagem
Esta é a lista de prefeitos do município de Contagem, estado brasileiro de Minas Gerais.
O município de Contagem foi criado pela lei nº 566, de 30 de agosto de 1911. As primeiras eleições municipais aconteceram em 31 de março de 1912, onde o Coronel Augusto Teixeira Camargos foi mantido à frente do município. Em 1938, Contagem perdeu sua condição de município, passando a pertencer a Betim até o ano de 1948, quando recebe "foros de cidade" pela lei nº 336, de 27 de dezembro de 1948.
O cargo de prefeito no Brasil, foi criado em 11 de abril de 1835, pela assembleia provincial paulista, em reação aos amplos poderes conferidos pelo Código de Processo Criminal de 1832 às câmaras municipais. Seguiram o exemplo paulista seis províncias do nordeste brasileiro (Alagoas, Ceará, Maranhão, Paraíba, Pernambuco e Sergipe).
Sob a vigente ordem constitucional, essa designação é dada ao funcionário público do Poder Executivo municipal, que exerce seu cargo em função de uma legislatura (mandato), sendo para tanto eleito a cada quatro anos, podendo ser reeleito por mais 4 anos (segundo mandato).
Funções
O poder executivo municipal chefia a administração e comanda os serviços públicos, tendo como comandante o prefeito.
A partir da constituição brasileira de 1934, o cargo de prefeito passou a ser o único, em todo o Brasil, ao qual estão atribuídas as funções de chefe do poder executivo do governo local, em simetria aos chefes dos executivos da União e do estado, portanto, em forma monocrática. Este texto quer dizer que deverá haver harmonia e integração de ação entre as esferas envolvidas sem a intervenção de uma na outra, exceto nos casos previstos na Constituição Federal.
Eleições
O prefeito é eleito por sufrágio universal, secreto, direto, em pleito simultâneo em todo o País, realizado a cada quatro anos, no primeiro domingo de outubro.
E trinta dias após tem lugar o segundo turno, se o eleito em primeiro lugar não atingir 50% dos votos válidos mais um voto, no caso de municípios com mais de duzentos mil eleitores.
Conforme a legislação eleitoral atual no Brasil para tornar-se elegível, exige-se uma série de requisitos;
- Possuir nacionalidade brasileira ou portuguesa (neste caso, o cidadão português deve se encontrar amparado pelo Estatuto de Igualdade entre Portugueses e Brasileiros),
- Título de eleitor em dia e estar em gozo pleno do exercício dos direitos políticos,
- Domicilio eleitoral na circunscrição na qual o candidato se apresenta,
- Filiação partidária,
- Ser alfabetizado (tópico invalidado pela atual constituição brasileira de 1988),
- Desincompatibilização de cargo público — Se ocupa um cargo público deve sair seis meses antes das eleições e voltar caso possa só após seis meses ao pleito eleitoral,
- Renúncia de outro mandado até seis meses antes do pleito e não ser parente afim ou consangüíneo, até segundo grau, ou cônjuge de titular de cargo eletivo; pode, entretanto, ser candidato à reeleição (artigo 14 da Constituição),
- Ter idade mínima de 21 anos.

Desde 2021, a prefeita de Contagem é Marília Campos, do Partido dos Trabalhadores (PT). Foi eleita prefeita pela terceira vez em 29 de novembro de 2020 por sufrágio universal em segundo turno.
| Nº | Nome                                    | Imagem                | Partido                                          | Início do mandato       | Fim do mandato                          | Observações                                |
| 1  | Augusto Teixeira Camargos               |                       | Partido Republicano Mineiro PRM                  | 1º de junho de 1912     | 1º de maio de 1924                      | Prefeito nomeado                           |
| 2  | Francisco Firmo de Mattos               |                       | Partido Republicano Mineiro PRM                  | 2 de maio de 1924       | 3 de abril de 1929                      | Prefeito nomeado                           |
| 3  | Antônio Benjamim Camargos               |                       | Partido Progressista PP                          | 4 de abril de 1929      | 18 de junho de 1932                     | Prefeito nomeado                           |
| 4  | Paulo Penna Ribas                       |                       | Partido Progressista PP                          | 19 de junho de 1932     | 31 de dezembro de 1932                  | Prefeito nomeado                           |
| 5  | Manoel de Mattos Pinho                  |                       | Partido Progressista PP                          | 1° de janeiro de 1933   | 16 de setembro de 1933                  | Prefeito nomeado                           |
| 6  | José da Rocha Cunha                     |                       | Partido Progressista PP                          | 17 de setembro de 1933  | 17 de dezembro 1938                     | Prefeito nomeado                           |
| —  | —                                       |                       | —                                                | 18 de dezembro 1938     | 31 de dezembro de 1948                  | Entre 1938 a 1948 Contagem perde autonomia |
| 7  | Waldemar Diniz                          |                       | União Democrática Nacional UDN                   | 1º de janeiro de 1949   | 6 de maio de 1949                       | Prefeito nomeado                           |
| 8  | Luiz da Cunha                           |                       | União Democrática Nacional UDN                   | 7 de maio de 1949       | 30 de janeiro de 1953                   | Prefeito eleito em sufrágio universal      |
| 9  | Evaristo Belém                          |                       | Partido Social Democrático PSD                   | 31 de janeiro de 1953   | 30 de janeiro de 1955                   | Prefeito eleito em sufrágio universal      |
| 10 | João de Mattos Costa                    |                       | Partido Social Democrático PSD                   | 31 de janeiro de 1955   | 31 de janeiro de 1959                   | Prefeito eleito em sufrágio universal      |
| 11 | Gil Diniz Júnior                        |                       | Partido Social Democrático PSD                   | 1º de fevereiro de 1959 | 30 de janeiro de 1963                   | Prefeito eleito em sufrágio universal      |
| 12 | Sebastião Camargos                      |                       | Partido Republicano PR                           | 31 de janeiro de 1963   | 30 de janeiro de 1967                   | Prefeito eleito em sufrágio universal      |
| 13 | Francisco Firmo de Mattos Filho, Chicão |                       | Aliança Renovadora Nacional ARENA                | 31 de janeiro de 1967   | 30 de janeiro de 1971                   | Prefeito eleito em sufrágio universal      |
| 14 | Sebastião Camargos                      |                       | Aliança Renovadora Nacional ARENA                | 31 de janeiro de 1971   | 31 de janeiro de 1973                   | Prefeito eleito em sufrágio universal      |
| 15 | Newton Cardoso                          |                       | Movimento Democrático Brasileiro MDB             | 1° de fevereiro de 1973 | 31 de janeiro de 1977                   | Prefeito eleito em sufrágio universal      |
| 16 | José Luiz Foureaux de Sousa             |                       | Movimento Democrático Brasileiro MDB             | 1° de fevereiro de 1977 | 31 de janeiro de 1983                   | Prefeito eleito em sufrágio universal      |
| 17 | João Batista Brandão Lima               |                       | Partido do Movimento Democrático Brasileiro PMDB | 1° de fevereiro de 1983 | 31 de janeiro de 1983                   | Vice-prefeito eleito no cargo de Prefeito  |
| 18 | Newton Cardoso                          |                       | Partido do Movimento Democrático Brasileiro PMDB | 1° de fevereiro de 1983 | 1° de janeiro de 1985                   | Prefeito eleito em sufrágio universal      |
| 19 | Guido Fonseca                           |                       | Partido do Movimento Democrático Brasileiro PMDB | 2 de janeiro de 1985    | 15 de março de 1989                     | Vice-prefeito eleito no cargo de Prefeito  |
| 20 | Ademir Lucas Gomes                      |                       | Partido da Social Democracia Brasileira PSDB     | 16 de março de 1989     | 31 de dezembro de 1992                  | Prefeito eleito em sufrágio universal      |
| 21 | Altamir José Ferreira                   |                       | Partido da Social Democracia Brasileira PSDB     | 1º de janeiro de 1993   | 31 de dezembro de 1996                  | Prefeito eleito em sufrágio universal      |
| 22 | Newton Cardoso                          |                       | Partido do Movimento Democrático Brasileiro PMDB | 1º de janeiro de 1997   | 2 de abril de 1998                      | Prefeito eleito em sufrágio universal      |
| 23 | Paulo Augusto Pinto de Mattos           |                       | Partido do Movimento Democrático Brasileiro PMDB | 2 de abril de 1998      | 31 de dezembro de 2000                  | Vice-prefeito eleito no cargo de Prefeito  |
| 24 | Ademir Lucas Gomes                      |                       | Partido da Social Democracia Brasileira PSDB     | 1º de janeiro de 2001   | 31 de dezembro de 2004                  | Prefeito eleito em sufrágio universal      |
| 25 | Marília Campos                          |                       | Partido dos Trabalhadores PT                     | 1º de janeiro de 2005   | 31 de dezembro de 2008                  | Prefeita eleita em sufrágio universal      |
| 25 | Marília Campos                          | 1º de janeiro de 2009 | Partido dos Trabalhadores PT                     | 31 de dezembro de 2012  | Prefeita reeleita em sufrágio universal |                                            |
| 26 | Carlin Moura                            |                       | Partido Comunista do Brasil PCdoB                | 1º de janeiro de 2013   | 31 de dezembro de 2016                  | Prefeito eleito em sufrágio universal      |
| 27 | Alex de Freitas                         |                       | Partido da Social Democracia Brasileira PSDB     | 1º de janeiro de 2017   | 31 de dezembro de 2020                  | Prefeito eleito em sufrágio universal      |
| 28 | Marília Campos                          |                       | Partido dos Trabalhadores PT                     | 1º de janeiro de 2021   | 31 de dezembro de 2024                  | Prefeita eleita em sufrágio universal      |
| 28 | Marília Campos                          | 1° de janeiro de 2025 | Partido dos Trabalhadores PT                     | Atual                   | Prefeita reeleita em sufrágio universal |                                            |